# Surrealismo orgânico
O Surrealismo orgânico ou automatista é uma das duas principais vertentes do movimento surrealista nas artes visuais. Esse polo é caracterizado pelas técnicas automatistas, cujos praticantes se utilizam com a intenção de libertar associações inconscientes, assim permitindo que a imaginação criativa emirja de uma forma aberta. Alguns artistas notáveis tidos como surrealistas orgânicos são Joan Miró, André Masson e Max Ernst.
As obras iniciais de alguns artistas ativos do dadaísmo podem ser consideradas como trabalhos desta categoria. O surrealismo orgânico foi um dos precursores do expressionismo abstrato.